# 大江町立左沢小学校
大江町立左沢小学校（おおえちょうりつあてらざわしょうがっこう）は山形県西村山郡大江町にある公立小学校。
西村山地区（含寒河江市）で最初に開学した小学校である。

## 所在地
- 山形県西村山郡大江町大字左沢816-2

## 沿革
- 1873年（明治6年）4月10日 - 創立[1]。

松山藩代官所跡地の一部を校地とした。西村山地区（含寒河江市）で最初に開学した小学校であったため「第一番左沢学校」と称された。
- 1941年（昭和16年） - 国民学校令により、左沢国民学校となる。
- 1947年（昭和22年） - 学制改革により、左沢町立左沢小学校となる。
- 1959年（昭和34年）8月 - 町村合併により、大江町立左沢小学校に改称。
- 1988年（昭和63年）- 元山形県立左沢高等学校の校地であった現在の場所へ移転。

かつての校地は現在ふれあい会館（東地区公民館）およびふれあい広場となっている。
- 2012年4月 - 三郷小学校の休校に伴い、左沢小学校が受け入れ校となる。

## 学区
- 木の沢、左沢（1区、2区、3区、4区、5区、6区、7区、8区、9区、10区、11区、12区、13区）、藤田、小見、富沢、用、小漆川、市の沢、月が丘、若原、蛍水、みなみ、深沢、伏熊地区[2]
  - 大江町内では最大の児童数である。

## 児童数
| 年度 | 男子 | 女子 | 計  |
| ---- | ---- | ---- | --- |
| 2011 | 149  | 146  | 295 |
| 2010 | 157  | 141  | 298 |
| 2009 | 166  | 146  | 312 |
| 2008 | 158  | 146  | 304 |
| 2007 | 173  | 149  | 322 |
| 2006 | 181  | 164  | 345 |
| 2005 | 189  | 170  | 359 |
| 2004 | 187  | 193  | 380 |
| 2003 | 191  | 202  | 393 |
| 2002 | 200  | 217  | 417 |

## 卒業後
- 大江中学校へ進学する。